# Наснас
Насна́с (араб. نَسْنَاسٌ‎) — существо из мифологии доисламской Аравии, один из видов джиннов. Описываются как передвигающиеся прыжками человекоподобные существа имеющие одну руку, одну ногу, хвост и половину туловища и головы. Головы их расположены на груди.
Согласно преданиям, наснасы являются потомством от шикков (араб. شقّ‎ — букв. «половина») и людей. Шикком называют демоническое создание, имеющее форму половины тела человека, как если бы его разделили пополам сверху вниз. Некоторые авторы утверждали, что наснасы являются адитами, которые отказались повиноваться пророку и в наказание за это Аллах превратил их в страшных существ.
Считалось, что наснасы обитают в Йемене и Хадрамауте. Одного из них якобы поймали живьём и принесли к халифу аль-Мутаваккилю. Жители Хадрамаута употребляли их в пищу и сообщали, что мясо наснасов сладкое на вкус.